# Clarence W. Turner

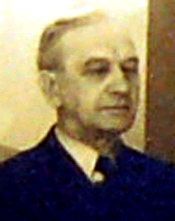
Clarence W. Turner

Clarence Wyly Turner (* 22. Oktober 1866 bei Clydeton, Humphreys County, Tennessee; † 23. März 1939 in Washington, D.C.) war ein US-amerikanischer Politiker. Von 1922 bis 1923 sowie nochmals zwischen 1933 und 1939 vertrat er den Bundesstaat Tennessee im US-Repräsentantenhaus.

## Werdegang
Clarence Turner besuchte die öffentlichen Schulen seiner Heimat und danach das National Normal Institute in Lebanon (Ohio). Nach einem anschließenden Jurastudium am Northern Indiana Normal College in Valparaiso und seiner im Jahr 1904 erfolgten Zulassung als Rechtsanwalt begann er in Waverly in seinem neuen Beruf zu arbeiten. In dieser Stadt gab er auch eine Zeitung heraus.
Politisch war Turner Mitglied der Demokratischen Partei. Über 15 Jahre hinweg war er deren Vorsitzender im Humphrey County. In den Jahren 1900 und 1901 sowie zwischen 1909 und 1912 saß er im Senat von Tennessee. 1920 war Turner Delegierter zur Democratic National Convention in San Francisco, auf der James M. Cox als Präsidentschaftskandidat nominiert wurde. Im gleichen Jahr wurde er zum Bürgermeister von Waverly gewählt; außerdem fungierte er als juristischer Vertreter dieser Stadt. Nach dem Tod des Abgeordneten Lemuel P. Padgett wurde Turner bei der fälligen Nachwahl für den siebten Sitz von Tennessee als dessen Nachfolger in das US-Repräsentantenhaus in Washington gewählt, wo er am 7. November 1922 sein neues Mandat antrat. Da er bei den regulären Kongresswahlen des Jahres 1922 nicht mehr kandidierte, konnte er bis zum 3. März 1923 nur die laufende Legislaturperiode im Kongress beenden.
Nach seinem Ausscheiden aus dem US-Repräsentantenhaus kehrte Turner nach Waverly zurück, wo er im Bankgewerbe und in der Landwirtschaft tätig wurde. Von 1924 bis 1933 war er auch Bezirksrichter im Humphrey County. Bei den Kongresswahlen des Jahres 1932 wurde er dann im sechsten Wahlbezirk von Tennessee erneut in den Kongress gewählt, wo er am 4. März 1933 die Nachfolge von Joseph W. Byrns antrat. Nach drei Wiederwahlen konnte er bis zu seinem Tod am 23. März 1939 in Washington verbleiben. In dieser Zeit wurden dort die meisten der New-Deal-Gesetze der Bundesregierung unter Präsident Franklin D. Roosevelt verabschiedet. Gleich nach Turners Amtsantritt im Jahr 1933 wurde im Kongress der 21. Verfassungszusatz gebilligt, durch den der 18. Zusatzartikel aus dem Jahr 1919 wieder aufgehoben wurde. Dabei ging es um das in der Praxis undurchführbare Prohibitionsgesetz.
Clarence Turner wurde auf dem Marable Cemetery in Waverly beigesetzt.